# Meloe tuccius tuccius
Meloe tuccius tuccius é uma subespécie de insetos coleópteros polífagos pertencente à família Meloidae.
A autoridade científica da subespécie é Rossi, tendo sido descrita no ano de 1792.
Trata-se de uma subespécie presente no território português.